# بیست و نهمین دوره جوایز بفتا
 بیستمین و نهمین دوره جوایز بفتا (به انگلیسی: 29st British Academy Film Awards) در سال ۱۹۷۶ به افتخار فیلم ۱۹۷۵ در لندن برگزار شد . 

## جوایز و نامزدها
| سال       | رده                       | نام بازیگر    | نام فیلم                 |                      |
| --------- | ------------------------- | ------------- | ------------------------ | -------------------- |
| ۱۹۷۵ 29th | بهترین بازیگر نقش اول مرد |               |                          |                      |
| ۱۹۷۵ 29th | بهترین بازیگر نقش اول مرد | آل پاچینو     | پدرخوانده: قسمت دوم      | مایکل کورلئونه       |
| ۱۹۷۵ 29th | بهترین بازیگر نقش اول مرد | آل پاچینو     | بعد از ظهر سگی           | Sonny Wortzik        |
| ۱۹۷۵ 29th | بهترین بازیگر نقش اول مرد | ریچارد دریفوس | آرواره‌ها                 | مت هوپر              |
| ۱۹۷۵ 29th | بهترین بازیگر نقش اول مرد | جین هکمن      | ارتباط فرانسوی: قسمت دوم | Jimmy "Popeye" Doyle |
| ۱۹۷۵ 29th | بهترین بازیگر نقش اول مرد | جین هکمن      | Night Moves              | Harry Moseby         |
| ۱۹۷۵ 29th | بهترین بازیگر نقش اول مرد | داستین هافمن  | لنی                      | لنی بروس             |

- بهترین بازیگر نقش اول زن  الن برستین
- بهترین بازیگر نقش مکمل مرد  فرد آستر
- بهترین بازیگر نقش مکمل زن  دایان لاد
- بهترین کارگردان 'استنلی کوبریک' برای فیلم بری لیندون
- بهترین فیلم آلیس دیگر اینجا زندگی نمی‌کند
- جایزه بفتای بهترین فیلمنامه آلیس دیگر اینجا زندگی نمی‌کند